# الحرائق الرقمية
الحرائق الرقمية (بالإنجليزية: Digital Wildfire)‏ هي الشائعات أو الأخبار المغلوطة التي تنتشر بسرعة كبيرة في وسائل التواصل الاجتماعي، وتتسبب بأضرار جسيمة قبل أن يتم تصحيحها، صنفها منتدى الاقتصاد العالمي في 2013 ضمن قائمة المخاطر التي ستواجه العالم في السنوات العشر التالية.

## أضرار الحرائق الرقمية
تتسبب الحرائق الرقمية بأضرار اقتصادية وسياسية واجتماعية، فشائعة حول شركة ما تنتشر بسرعة كبيرة من خلال وسائل التواصل الاجتماعي يمكنها أن تسبب في تراجع أسهمها فورا، وشائعة حول مقتل رئيس دولة قد تتسبب في رفع أسعار النفط.

## دراسات تحليلية
أجريت دراسات عديدة على الشائعات عموما ونتائج هذه الدراسات تنطبق على الحرائق الرقمية، وهناك أربعة مكونات للحرائق الرقمية:

### الدافع
تتنوع دوافع إشعال الحرائق الرقمية، فمنها ما يكون مدفوعا بالرغبة في التأكد من صحة الشائعة، أو الثأر، أو الدعاية، أو إلحاق الضرر، أو لمجرد تسلية الجمهور، أو الحصول على بعض الشهرة لمشعل هذه الحرائق.

### الظرف
تشتعل الحرائق الرقمية إذا توفرت حالة من الغموض حول أمر ما، أو توفر الإحساس بالخطر الذي يهدد الممتلكات المادية أو المعنوية، فإشعال حريق رقمي قد يكون حيلة دفاعية.

### السياق السردي
تلقى الحرائق الرقمية قبولا وتفهما واسعا، حين يكون هناك سياق سردي ثقافي أو تاريخي أو اقتصادي أو سياسي مناسب.

### الثقة
تلعب قلة الثقة دورا كبيرا في تأجيج الحريق الإلكتروني، فشريحة واسعة من الناس يمكن أن تصدق ما ينتشر حول شيء ما إذا لم يثقوا به، أو كانت لهم تجربة سلبية معه.

## أمثلة
فيلم براءة المسلمين على اليوتيوب
فيلم مسيء للرسول محمد نشره شخص من الولايات المتحدة الأمريكية، تسبب بأعمال عنف ضد الولايات المتحدة في عدة دول عربية وإسلامية، وراح ضحيتها أكثر من 50 شخص.
وفاة بشار الأسد
نشر حساب ينتحل شخصية وزير الداخلية الروسي خبرا بمقتل الرئيس السوري بشار الأسد، انتشر الخبر بسرعة كبيرة، متسببا بارتفاع أسعار النفط.
انفجار البيت الأبيض
نشر حساب «أسوشيتد برس» على تويتر في 2013 الذي تعرض للقرصنة حينها خبرا عن وقوع انفجارين في البيت الأبيض، نتج عن إصابة الرئيس الأمريكي، تمت استعادة الحساب خلال دقائق وتصحيح الخبر، لكن خلال دقائق هذه هبطت مؤشرات البورصة الأمريكية 100 نقطة.